# Кухонні байки
«Кухонні байки» — комедійно-драматична стрічка спільного виробництва Норвегії та Швеції, знята Бентом Хамером.

## Сюжет
Шведський інститут домашнього господарства відряджає співробітників для вивчення поведінки самотніх чоловіків на кухні. Спостерігачі мають тільки слідкувати за об'єктами з високого стільця або пересуватися по будинку, але в жодному разі не вступати в контакт з добровольцями. З самого початку експеримент на межі зриву: Грін одразу починає спілкуватися з піддослідним, випивати з ним. Фольке старанно виконував свої обов'язки, але поступово зблизився з холостяком Ізаком. Він піклуювався за об'єктом під час його хвороби, ділився з ним їжею. Через неприпустимий контакт Фольке звільняють з роботи та це не засмутило його, бо він отримав більше — друга.

## У ролях
| Актор               | Роль            |
| ------------------- | --------------- |
| Йоахім Кальмеєр     | Ізак Бервік     |
| Томас Норстрем      | Фольке Нільссон |
| Лейф Андре          | Люнгберг        |
| Бйорн Флоберг       | Грант           |
| Рейне Бринольфссон  | Мальмберг       |
| Сверре Анкер Оусдал | Бен'ямінсен     |
| Леннарт Екель       | Грін            |
| Ян Гуннар Рейсе     | асистент        |

## Знімальна група
- Кінорежисер — Бент Хамер
- Сценаристи — Йорген Бергмарк, Бент Хамер
- Кінопродюсер — Бент Хамер
- Композитор — Ганс Матісен
- Кінооператор — Філіп Эгорд
- Кіномонтаж — Поль Генгенбах
- Художник-постановник — Біллі Йоганссон
- Художник з костюмів — Карен Фабрітіус Грам
- Підбір акторів — Метте Голме Нільсен, Беттен Вогер[3].

## Сприйняття

### Критика
Фільм отримав схвальні відгуки. На сайті Rotten Tomatoes оцінка стрічки становить 89 % на основі 75 відгуків від критиків (середня оцінка 7,3/10) і 86 % від глядачів із середньою оцінкою 3,9/5 (5 025 голосів). Фільму зарахований «свіжий помідор» від кінокритиків та «попкорн» від глядачів, Internet Movie Database — 7,3/10 (7 448 голосів), Metacritic — 75/100 (33 відгуки від критиків).

### Номінації та нагороди
| Нагороди та номінації фільму «Кухонні байки» | Нагороди та номінації фільму «Кухонні байки» | Нагороди та номінації фільму «Кухонні байки»     | Нагороди та номінації фільму «Кухонні байки» | Нагороди та номінації фільму «Кухонні байки» | Нагороди та номінації фільму «Кухонні байки» |
| Рік                                          | Кінофестиваль/кінопремія                     | Категорія/нагорода                               | Номінант                                     | Результат                                    |                                              |
| -------------------------------------------- | -------------------------------------------- | ------------------------------------------------ | -------------------------------------------- | -------------------------------------------- | -------------------------------------------- |
| 2003                                         | «Аманда»                                     | Найкращий фільм                                  | Бент Хамер                                   | Перемога                                     |                                              |
| 2003                                         | «Camerimage»                                 | «Золота жабка»                                   | Філіп Эгорд                                  | Номінація                                    |                                              |
| 2003                                         | Міжнародний кінофестиваль у Копенгагені      | Найкращий режисер                                | Бент Хамер                                   | Перемога                                     |                                              |
| 2003                                         | Міжнародний кінофестиваль у Копенгагені      | «Золотий лебідь»                                 | Бент Хамер                                   | Номінація                                    |                                              |
| 2003                                         | «Європейський кіноприз»                      | Приз глядацьких симпатій                         | Бент Хамер                                   | Номінація                                    |                                              |
| 2003                                         | Гентський міжнародний кінофестиваль          | Найкращий сценарій                               | Йорген Бергмарк, Бент Хамер                  | Перемога                                     |                                              |
| 2003                                         | Гентський міжнародний кінофестиваль          | Гран-прі                                         | Бент Хамер                                   | Номінація                                    |                                              |
| 2003                                         | Міжнародний кінофестиваль у Сан-Паулу        | Найкращий режисер                                | Бент Хамер                                   | Перемога                                     |                                              |
| 2003                                         | Міжнародний кінофестиваль у Сан-Паулу        | Найкращий фільм                                  | Бент Хамер                                   | Номінація                                    |                                              |
| 2003                                         | Дні нордичних фільмів у Любику               | Балтійський кіноприз за нордичний художній фільм | Бент Хамер                                   | Перемога                                     |                                              |
| 2003                                         | Міжнародний кінофестиваль у Тромсе           | Приз ФІПРЕССІ                                    | Бент Хамер                                   | Перемога                                     |                                              |
| 2003                                         | Міжнародний кінофестиваль у Вальядоліді      | Найкраща робота оператора                        | Філіп Эгорд                                  | Перемога                                     |                                              |
| 2003                                         | Міжнародний кінофестиваль у Вальядоліді      | «Срібний колос»                                  | Бент Хамер                                   | Перемога                                     |                                              |
| 2003                                         | Міжнародний кінофестиваль у Вальядоліді      | «Золотий колос»                                  | Бент Хамер                                   | Номінація                                    |                                              |